# Candy-O
Candy-O (с англ. — «Конфетка-О») — второй студийный альбом американской рок-группы The Cars, выпущенный 2 июня 1979 года на лейбле Elektra Records. Спродюсированный Роем Томасом Бейкером, альбом породил синглы "Let’s Go" (Billboard Hot 100 #14), "It’s All I Can Do" (#41) и "Double Life" (не попал в чарты). Альбом превзошёл дебют группы, достигнув 3-го места в американском чарте Billboard 200, поднявшись на пятнадцать позиций выше. Обложку сделал пин-ап-художник Альберто Варгас.

## Об альбоме
В отличие от первого альбома, Candy-O был создан в соответствии с более демократичным подходом. Рик Окасек сказал по этому поводу: "Когда одна из моих песен поступает в группу в виде простой кассеты, мы садимся и разговариваем о ней. Если я проиграю, мы ей не сделаем. Мы почти не включили "Double Life" в новый альбом, она была удалена. Я думаю, что все в The Cars достаточно непредубежденны и изобретательны, чтобы сделать что угодно — никто ничего не утаивает. Все ценят более радикальные, экспериментальные виды музыки, и им это нравится. Но иногда, когда вы собираете вместе пять частей, всё не так минимально, как могло бы или должно быть. Каждый разработал свой уникальный личный стиль, и мы полагаемся на их вклад. Если они это сделали, то этого достаточно".
Большинство песен на Candy-O были написаны после выхода The Cars, что означает, что большая часть остатков с первого альбома (включая популярную песню на бис "Take What You Want") была удалена; "Night Spots", отвергнутая с первого альбома, в итоге была включена.
Над альбомом группа снова работала с продюсером Queen Роем Томасом Бейкером. Окасек сказал об их отношениях с продюсером: "Ну, некоторые вещи на том первом альбоме, которые мы сочли немного скользкими, мы смягчили на втором, например, бэк-вокал. Но если мы собирались полагаться на нанятого нами продюсера, то не было никаких причин пытаться его сменить. На втором альбоме было легче сказать: "Рой, давай на этот раз не будем играть многодорожечные гармонии"".
Лейбл группы, Elektra, изначально хотел отложить выпуск альбома, но группа настояла на своём. Окасек сказал об этом: "Сначала Elektra хотели немного сдержать это, но мы сказали им, что это невозможно, потому что, если они собираются сдерживать это, они собираются сдерживать нас, а мы не можем просто сидеть и ждать, пока нас сдержат". Выпущеный как продолжение их хитового альбома 1978 года The Cars, Candy-O достиг 3-го места в Billboard 200. В 1984 году альбом вновь попал в чарты на 179-ю строчку. Пластинка также заняла 82-е место в чарте Billboard "Лучшие альбомы года" за 1979 год.
Три сингла были выпущены с Candy-O: "Let’s Go" занял 14-е место, став первым синглом Top 20 группы, "It’s All I Can Do" достиг 41-го места, едва не попав в Топ-40, а "Double Life" не попал в чарты.

## Обложка
Обложка альбома была нарисована художником Альберто Варгасом, который был известен своими картинами девушек в стиле пинап, которые появлялись в журналах Esquire и Playboy в 1940-1960-е годы. Идея нанять Варгаса пришла от барабанщика Дэвида Робинсона, художественного руководителя группы и коллекционера пин-апов. 83-летний Варгас ушёл на пенсию несколькими годами ранее, но его племянница, которая была фанаткой The Cars, убедила его принять это решение.
Картина, изображающая женщину, распростертую на капоте Ferrari 365 GTC/4, была основана на фотосессии режиссёра Робинсона в дилерском центре Ferrari. По случайному совпадению, моделью для обложки выступила американская актриса по имени Кэнди Мур, после этого недолго встречавшаяся с Робинсоном.

### Кэнди Мур
Кэнди Мур, модель и актриса, появившаяся в телесериале 1981 года Lunch Wagon, часто путают с актрисой с тем же именем Candy Moore, которая снялась в «Шоу Люси» и вышла замуж за актёра Пола Глисона. Случай неверной идентификации широко распространен в интернете, поскольку актрису из Шоу Люси часто связывают с работой модели, найденной в альбоме The Cars, и приписывают ей. Кэнди Мур с обложки альбома Candy-O также можно увидеть в красной рубашке на обложке альбома Рика Джеймса Street Songs и на последующих обложках его синглов, таких как «Ghetto Life». Другие снимки модели во время съемки обложки Candy-O можно найти в видеоинтервью с Дэвидом Робинсоном.

## Приём
| Оценки критиков               | Оценки критиков |
| Источник                      | Оценка          |
| ----------------------------- | --------------- |
| AllMusic                      | [ 2 ]           |
| Encyclopedia of Popular Music | [ 12 ]          |
| Pitchfork                     | 8.5/10          |
| The Rolling Stone Album Guide | [ 13 ]          |
| Smash Hits                    | 8/10            |
| Spin Alternative Record Guide | 9/10            |
| The Village Voice             | B+              |

Candy-O была положительно воспринята критиками. Гарри Самралл из The Washington Post похвалил альбом как "бодрящий и поучительный" и обнаружил, что песни Окасека обладают "определённым подростковым очарованием", избегая при этом "каких-либо прямых намеков на рок-н-ролл 50-х". Критик The Village Voice Роберт Кристгау резюмировал альбом следующим образом: "Холодный и тонкий, блестящий и гипнотический, это то, что они делают лучше всего — рок-н-ролл, который определённо является поп-музыкой без намёка на привлекательность". Писатель Rolling Stone Том Карсон был более сдержан в своих похвалах, написав: "Почти неизбежно, что Candy-O, второй альбом The Cars, не кажется таким захватывающим, как их первый. Элемент неожиданности исчез, и группа не смогла придумать ничего нового, чтобы заменить его. Candy-O — это тщательно продуманный, живой, развлекательный альбом, наполненный хорошими вещами. И у него замечательное название. Но это немного слишком дисциплинированно, немного слишком предсказуемо".
В ретроспективном обзоре критик AllMusic Грег Прато сказал, что, хотя Candy-O "не был таким звёздным", как The Cars, "в ней было несколько классических песен, в результате чего вышел ещё один громкий альбом, который укрепил репутацию группы как одной из самых многообещающих новых групп конца 70-х". Хамиш Чамп, автор 100 самых продаваемых альбомов 70-х, сказал: "С британским продюсером Роем Томасом Бейкером, который снова был за кадром, Рик Окасек и его коллеги выпустили продолжение своего чрезвычайно успешного дебюта с большим количеством тех же причудливых, необычных песен, которые вызвали такой ажиотаж в первый раз".

## Список композиций
Слова и музыка всех песен — Рик Окасек.
| №                   | Название                                                      | Основной вокал      | Длительность |
| ------------------- | ------------------------------------------------------------- | ------------------- | ------------ |
| 1.                  | «Let’s Go» (с англ. — «Пойдём»)                               | Бенджамин Орр       | 3:33         |
| 2.                  | «Since I Held You» (с англ. — «С Тех Пор, как Я Обнял Тебя»)  | Окасек/Орр          | 3:16         |
| 3.                  | «It’s All I Can Do» (с англ. — «Это Всё, что Я Могу Сделать») | Орр                 | 3:44         |
| 4.                  | «Double Life» (с англ. — «Двойная Жизнь»)                     | Окасек              | 4:14         |
| 5.                  | «Shoo Be Doo» (с англ. — «Шу Би Ду»)                          | Окасек              | 1:36         |
| 6.                  | «Candy-O» (с англ. — «Конфетка-О»)                            | Орр                 | 2:36         |
| Общая длительность: | Общая длительность:                                           | Общая длительность: | 18:59        |

| №                   | Название                                                                        | Основной вокал      | Длительность |
| ------------------- | ------------------------------------------------------------------------------- | ------------------- | ------------ |
| 7.                  | «Night Spots» (с англ. — «Ночные Заведения»)                                    | Окасек              | 3:15         |
| 8.                  | «You Can’t Hold On Too Long» (с англ. — «Ты Не Можешь Держаться Слишком Долго») | Орр                 | 2:46         |
| 9.                  | «Lust for Kicks» (с англ. — «Жажда Кайфа»)                                      | Окасек              | 3:52         |
| 10.                 | «Got a Lot on My Head» (с англ. — «У Меня Много Дел на Уме»)                    | Окасек              | 2:59         |
| 11.                 | «Dangerous Type» (с англ. — «Опасный Тип»)                                      | Окасек              | 4:28         |
| Общая длительность: | Общая длительность:                                                             | Общая длительность: | 17:20        |

| №                   | Название                                                         | Основной вокал      | Длительность |
| ------------------- | ---------------------------------------------------------------- | ------------------- | ------------ |
| 12.                 | «Let’s Go» (monitor mix)                                         | Орр                 | 3:33         |
| 13.                 | «Candy-O» (Northern Studios version)                             | Орр                 | 2:35         |
| 14.                 | «Night Spots» (Northern Studios version)                         | Окасек              | 3:43         |
| 15.                 | «Lust for Kicks» (monitor mix)                                   | Окасек              | 4:25         |
| 16.                 | «Dangerous Type» (Northern Studios version)                      | Окасек              | 3:26         |
| 17.                 | «They Won't See You» (Northern Studios version)                  | Окасек              | 3:49         |
| 18.                 | «That’s It» (с англ. — «Вот и Всё», Сторона Б сингла "Let’s Go") | Орр                 | 3:23         |
| Общая длительность: | Общая длительность:                                              | Общая длительность: | 24:51        |

- Примечание: На оригинальном виниловом альбоме песни Double Life, Shoo Be Doo и Candy-O переходили друг в друга без промежутков между песнями. В то время это "попурри" из трёх песен часто исполнялось вместе без изменений на радиостанциях AOR. Из-за пробелов, появившихся между песнями на более поздних выпусках компакт-дисков, они больше не транслируются таким образом. Но, прислушиваясь к концовкам и началу затухания и затухания относительных песен, вы можете услышать остатки оригинальных секвенций.

## Участники записи

### The Cars
- Рик Окасек — ритм-гитара, вокал
- Эллиот Истон — соло-гитара, бэк-вокал
- Грег Хоукс — клавишные, саксофон, перкуссия, бэк-вокал
- Бенджамин Орр — бас-гитара, вокал
- Дэвид Робинсон — ударные, перкуссия

### Продюсирование
- The Cars — аранжировки
- Рой Томас Бейкер — продюсер
- Джефф Уоркман[англ.] — звукорежиссёр
- Джордж Тутков — ассистент звукорежиссёра
- Джордж Марино — мастеринг на Sterling Sound (Нью-Йорк)
- Фред Льюис — менеджмент

### Оформление
- Дэвид Робинсон — концепция обложки
- Джефф Альбертсон — фотография
- Рон Коро — арт-директор, дизайн
- Джонни Ли — арт-директор, дизайн
- Альберто Варгас — рисунок с обложки

## Чарты

### Альбом

#### Недельные чарты
| Чарт (1979)                           | Наивысшая позиция |
| ------------------------------------- | ----------------- |
| Australian Albums (Kent Music Report) | 7                 |
| Новая Зеландия (RMNZ)                 | 6                 |
| Великобритания (UK Albums Chart)      | 30                |
| США (Billboard 200)                   | 3                 |

#### Чарты на конец года
| Чарт (1979)               | Позиция |
| ------------------------- | ------- |
| New Zealand Albums (RMNZ) | 20      |

### Синглы
| Год  | Название            | Чарт              | Наивысшая позиция |
| ---- | ------------------- | ----------------- | ----------------- |
| 1979 | "Let's Go"          | Billboard Hot 100 | 14                |
| 1979 | "It's All I Can Do" | Billboard Hot 100 | 41                |

## Сертификации
| Регион                                                      | Сертификация  | Продажи    |
| ----------------------------------------------------------- | ------------- | ---------- |
| США (RIAA)                                                  | 4× Платиновый | 4 000 000^ |
| ^ Данные о тиражах приведены только на основе сертификации. |               |            |